# Sepedomerus trinidadensis
Sepedomerus trinidadensis är en tvåvingeart som först beskrevs av Steyskal 1951.  Sepedomerus trinidadensis ingår i släktet Sepedomerus och familjen kärrflugor. Inga underarter finns listade i Catalogue of Life.